# جيمس أبو رزق
جيمس أبو رزق هو سياسي ومحامي أمريكي لبناني الأصل. وُلد في 24 شباط عام 1931 لمهاجرين لبنانيين في مدينة وود بولاية داكوتا الجنوبية. حاز على شهادة في الهندسة المدنية 1961، ثم درجة الدكتوراة في القانون من كلية الحقوق، جامعة «ساوث ديكوتا» في فيرميليون، وعمل محاميا في الولاية.
انتخب نائبا في مجلس النواب الأميركي (1971-1973) ومن ثم سيناتور عن ولاية داكوتا الجنوبية (1973-1979).
أسس في العام 1980 «اللجنة الاميركية العربية لمكافحة التمييز» (أي دي سي) وهي منظمة للدفاع عن الحقوق المدنية للعرب الأميركيين والمطالبة بسياسة خارجية معتدلة تجاه الشرق الأوسط (جريدة). ويشغل حاليا منصب الرئيس فيها، ويشغله دون أن يتقاضى عنه أي عائد مالي.